# Claude de Longwy de Givry

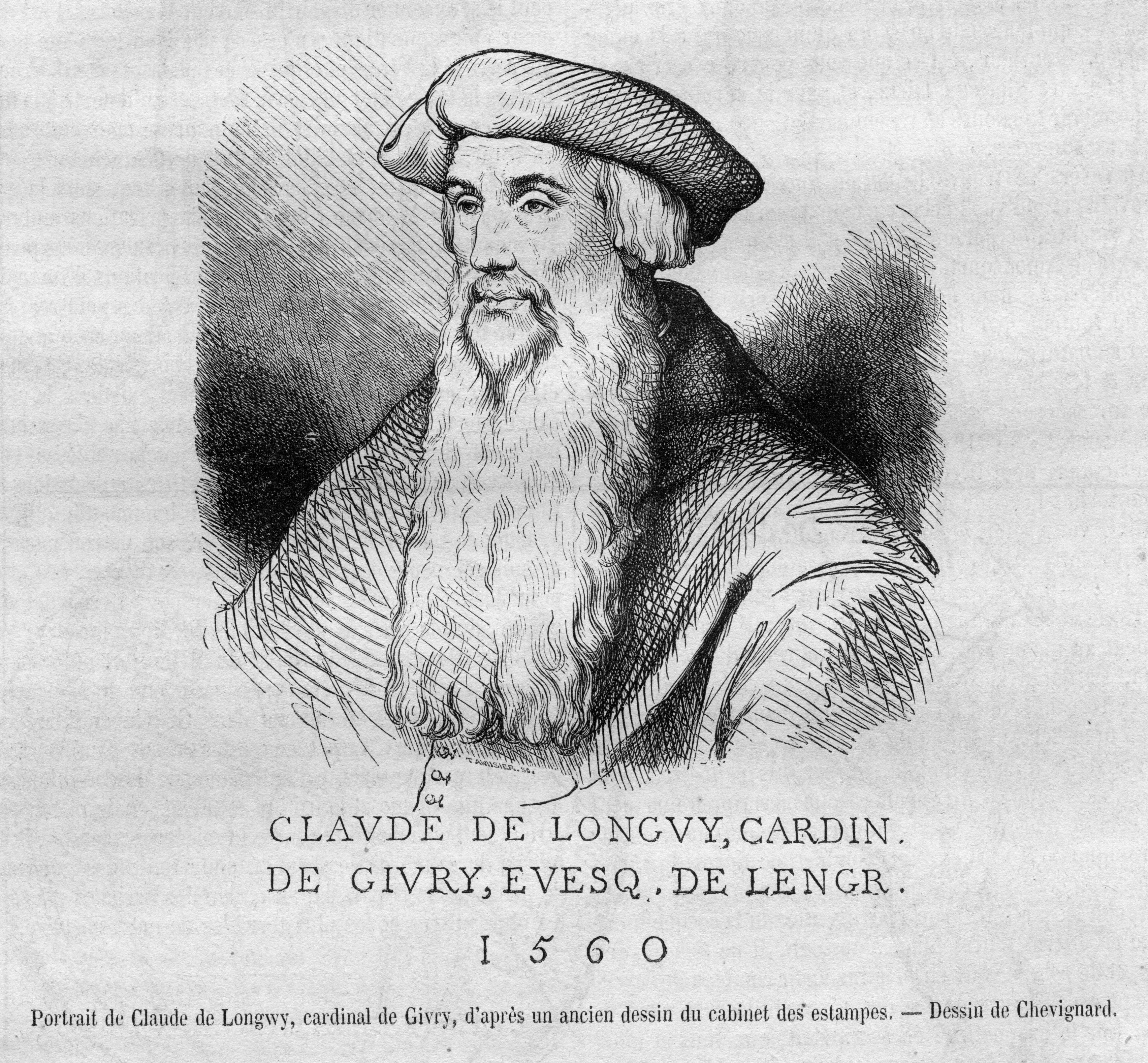
Kardinal Claude de Longwy de Givry (Porträt von 1560; Druck 1868)

Claude de Longwy de Givry (genannt Cardinal de Givry; * 1481 in der Franche-Comté; † 9. August 1561 in Mussy-sur-Seine) war ein französischer katholischer Geistlicher, Bischof von Langres und Kardinal.

## Leben

### Herkunft und frühe Jahre
Claude de Longwy (auch Longuy oder Longvy) war das dritte der sieben Kinder von Philippe de Longwy, Herr von Pagny und von Givry, und Jeanne de Bauffremont aus der Familie de Mirebeau. Sein Onkel Étienne de Longwy war Bischof von Mâcon. Claude de Longwy war durch seine Mutter verwandt mit Kardinal Anne d’Escars de Givry OSB.
Von Kindheit an war er für eine kirchliche Laufbahn bestimmt. Seine erste Bildung erhielt er durch seinen Onkel, den Bischof von Mâcon, auf dessen Schloss in Romenay. Später erwarb er ein Bakkalaureat im Kanonischen Recht. Er wurde Kleriker des Bistums Langres, Schatzmeister von Saint-Martin de Tours und später Archidiakon in Mâcon.

### Bischofsamt
Nachdem sein Onkel Étienne de Longwy 1510 zu seinen Gunsten auf den Bischofssitz von Mâcon verzichtet hatte, wurde Claude de Longwy dessen Nachfolger. Er wurde am 24. April 1510 zum Bischof von Mâcon erwählt und legte am 12. April 1512 den Treueid an den König von Frankreich ab. Am 16. März 1516 nahm er das Bistum in Besitz. In den vier Jahren zwischen seiner Wahl zum Bischof und der Inbesitznahme des Bistums unternahm er mehrere Reisen nach Paris, Mailand und Rom. Im Jahr 1511 gehörte er zu den 24 französischen Bischöfen, die sich auf Drängen König Ludwigs XII. auf dem Conciliabulum von Pisa einfanden, um diesen im Kampf gegen Papst Julius II. zu unterstützen. Er war ferner einer der vier französischen Bischöfe, die der König 1514 auf das Vierte Laterankonzil entsandte, um den Papst wegen des Conciliabulum um Vergebung zu bitten. Der Herzog von Mailand versagte den Bischöfen jedoch das freie Geleit, und so sandten sie am 17. März 1514 ein Schreiben an den Papst, um ihre Unterwerfung unter alle Bestimmungen des Konzils zu bekunden.
Am 8. Juli 1522 unterzeichnete Claude de Longwy in Saint-Jean-de-Losne im Namen des Kaisers die abschließenden Verträge zwischen dem König von Frankreich und Philibert von Luxemburg, durch welche die Neutralität der Freigrafschaft Burgund und des Mâconnais vereinbart wurde. Noch in demselben Jahr reiste er zusammen mit dem Erzbischof von Lyon François de Rohan und den wichtigsten Bischöfen des Königreichs nach Paris, um dort an der Generalversammlung des Klerus teilzunehmen, die unter dem Vorsitz von Franz I. stattfand. Im Jahr 1525 war er für kurze Zeit Administrator des Bistums Autun. Am 25. Mai 1526 führte er den Vorsitz bei den Generalständen des Mâconnais, und am 8. Juni desselben Jahres nahm er an den Generalständen von Auxonne teil. Im Januar 1527 erhielt er Anweisungen von Papst Clemens VII., welche Maßnahmen gegen die Ausbreitung des Luthertums zu ergreifen waren. Vom 20. bis zum 24. März 1528 war er Vorsitzender einer Provinzialsynode in Lyon (für die Bistümer Mâcon, Autun, Langres und Chalon) und vertrat dabei mit königlicher Zustimmung den erkrankten Erzbischof von Lyon, François de Rohan. Im Oktober desselben Jahres vertrat er den Klerus bei den Generalständen der Bourgogne, die in der Abtei Saint-Étienne in Dijon zusammentraten.
Am 13. Oktober 1529 wurde Claude de Longwy durch das Domkapitel von Langres einstimmig zum Bischof gewählt. Nach einer kurzen Bedenkzeit nahm er die Wahl an und verzichtete am 10. November desselben Jahres auf den Bischofssitz von Mâcon. Am 23. Januar 1530 legte er in Dijon vor Franz I. den Treueid auf den König von Frankreich ab. Als Bischof von Langres war er von Amts wegen Herzog von Langres und Pair von Frankreich. Am 26. September 1530 nahm er das Bistum in Besitz. In der Kirche Saint-Désire in Lons-le-Saunier leitete er am 2. Oktober 1530 die Beisetzung seines Cousins Philibert de Chalon, des letzten Fürsten von Orange aus dem Hause Chalon, der im Dienste Kaiser Karls V. in der Schlacht von Gavinana gefallen war. Er war vom 5. bis zum 11. September 1532 in England, um dort für König Franz I. in einer diskreten oder sogar geheimen Mission über die Zustimmung Roms zur Scheidung König Heinrichs VIII. von Katharina von Aragon und dessen Heirat mit Anne Boleyn zu verhandeln.

### Kardinalswürde
Im Konsistorium vom 7. November 1533 erhob Papst Clemens VII. Claude de Longwy zum Kardinal. Am 10. November desselben Jahres erhielt der Neukreierte als Kardinalpriester die Titelkirche Sant’Agnese in Agone. Nach seiner Erhebung zum Kardinal fügte er seinem Namen den Bestandteil de Givry hinzu, die Bezeichnung eines Lehens seiner Familie. Er konnte nicht am Konklave 1534 teilnehmen, das Paul III. zum Papst wählte. Am 1. Januar 1540 war er zugegen, als Kaiser Karl V. in Paris eintraf. Im Februar 1546 spendete er dem Erzbischof von Reims und späteren Kardinal Charles de Lorraine in der Schlosskapelle von Joinville die Bischofsweihe.
Im Jahr 1547 reiste Claude de Longwy de Givry nach Italien, um dort lange anstehende diplomatische Missionen zu erfüllen, doch aufgrund des Todes von Franz I. am 31. März 1547 musste er nach Frankreich zurückkehren, wo er im April an der Beisetzung des verstorbenen Königs in der Kathedrale von Saint-Denis teilnahm. Am 25. Juli 1547 war er bei der Krönung des neuen Königs Heinrich II. anwesend. Im Dezember desselben Jahres kehrte er nach Italien zurück, um dringende Angelegenheiten des Königs wahrzunehmen und kehrte vor dem Sommer 1550 zurück. Am Konklave 1549–1550, bei dem Julius III. zum Papst gewählt wurde, konnte er nicht teilnehmen. Er besuchte am 1. Juli 1550 das Begräbnis des Herzogs von Guise Claude de Lorraine, Vater des Kardinals Charles de Lorraine, in der Kirche Saint-Laurent in Joinville. Claude de Longwy de Givry war Teilnehmer des ersten Konklave von 1555, das Papst Marcellus II. wählte. Ebenso nahm er am zweiten Konklave von 1555 teil, aus dem Paul IV. als Papst hervorging. Am Konklave 1559, das in der Wahl von Pius IV. resultierte, konnte er nicht teilnehmen. Er stiftete der Kathedrale von Langres acht kunstvolle Tapisserien, welche die Legende des Heiligen Mamas von Kappadokien darstellen, und von denen eine sich heute im Louvre befindet.

### Tod und Grablege
Kardinal Claude de Longwy de Givry starb um 3 Uhr morgens am 9. August 1561 im Schloss von Mussy-sur-Seine, nachdem er die Sterbesakramente empfangen hatte, und wurde in der Kathedrale von Langres beigesetzt. Das Grabmal, das eine Bronzestatue des Kardinals in kniender Haltung beim Gebet zeigte, wurde in der Französischen Revolution zerstört.